# Серомајо (Месина)
Серомајо је насеље у Италији у округу Месина, региону Сицилија.
Према процени из 2011. у насељу је живело 20 становника. Насеље се налази на надморској висини од 335 м.